# Genre Films
Genre Films, auch Kinberg Genre ist ein US-amerikanisches Filmproduktionsunternehmen, welches von Simon Kinberg gegründet wurde. Genre Films unterzeichnete im April 2010 einen Vertrag mit 20th Century Fox, der Fox die Erstvermarktungsrechte auf Produktionen von Simon Kinberg sicherte.

## Filmografie
- 2013: Elysium
- 2014: Let's Be Cops
- 2015: Cinderella
- 2015: Chappie
- 2015: Fantastic Four
- 2015: Der Marsianer – Rettet Mark Watney
- 2016: Deadpool
- 2016: X-Men: Apocalypse
- 2016–2018: Designated Survivor
- 2017: Logan – The Wolverine
- 2017: Mord im Orient Express
- 2017–: Legion
- 2017–: The Gifted
- 2018: Deadpool 2
- 2019: X-Men: Dark Phoenix
- 2020: The New Mutants